# Eutropi d'Aurenja
Per a d'altres sants del mateix nom, vegeu: Eutropi de Saintes
Eutropi d'Aurenja (Marsella, entre 395 i 423 - Aurenja, Valclusa, 27 de maig de 475) fou el primer bisbe d'Aurenja (Valclusa), al segle v. És venerat per diverses confessions cristianes.

## Biografia
Nascut a Marsella sota el regnat d'Honori (395-423), al si d'una família rica i noble, canvià de vida en quedar-se vidu. Llavors es lliurà a la religió, cridant l'atenció del bisbe Eustasi de Marsella, que li proposà de fer-se clergue. Després de negar-s'hi, finalment acceptà i s'ordenà diaca.
En 463, en morir el bisbe Just d'Aurenja, fou elegit com a successor seu per unanimitat. En arribar a la ciutat, s'espantà de la tasca que se li encomanava i fugí abans d'entrar a Aurenja. Segons la tradició, un home anomenat Aper el convencé perquè hi tornés i es consagrés als seus nous fidels. Fou bisbe durant uns dotze anys, portant-hi una vida molt austera i rigorosa. Ell mateix treballava en tot el que calgués, en un moment que la ciutat estava en procés de reconstrucció, tant al camp com a les obres, fent-hi treballs manuals durs.
Participà en els concilis d'Arle en 463 i 475. Morí el 27 de maig de 475 i fou sebollit a la basílica de Sant Julià d'Antioquia, a Aurenja, que ell mateix havia fet aixecar.

## Veneració
Se'n conserven relíquies a la col·legiata de Notre-Dame de l'Assomption de Cuers
Cap al 500, el seu successor Ver escrigué la Vita (BHL 2782). a més de l'epitafi del sant. La Vita en parla de diversos miracles: exorcismes, guariments, extinció d'incendis per la pregària, etc.
Una de les cartes de Sidoni Apol·linar és adreçada a Eutropi: la VI, 6, datada l'hivern de 471-472 a Clarmont d'Alvèrnia.